# Маріо Ортіс
Маріо Ортіс (ісп. Mario Ortiz, 28 січня 1936, Сантьяго — 2 травня 2006) — чилійський футболіст, що грав на позиції півзахисника.
Виступав, зокрема, за клуби «Палестіно» та «Коло-Коло», а також національну збірну Чилі, у складі якої став бронзовим призером чемпіонату світу 1962 року.

## Клубна кар'єра
У дорослому футболі дебютував 1949 року виступами за команду «Грін Кросс», в якій провів п'ять сезонів.
Своєю грою за цю команду привернув увагу представників тренерського штабу клубу «Палестіно», до складу якого приєднався 1954 року. Відіграв за команду із Сантьяго наступні чотири сезони своєї ігрової кар'єри і 1955 року став чемпіоном Чилі.
На початку 1958 року перейшов до клубу «Коло-Коло», за який відіграв 8 сезонів. Більшість часу, проведеного у складі «Коло-Коло», був основним гравцем команди і виграв титули чемпіона в 1960 та 1963 роках, а також здобув Кубок Чилі у 1958 році.
Завершив кар'єру футболіста виступами за команду другого дивізіону «Луїс Крус Мартінес» у 1966 році.

## Виступи за збірну
9 лютого 1956 року дебютував в офіційних матчах у складі національної збірної Чилі в грі чемпіонату Південної Америки 1956 року в Уругваї. Ця гра так і залишилась для Ортіса єдиною на тому турнірі, а команда здобула срібні нагороди турніру. Наступного місяця поїхав з командою на Панамериканський чемпіонат, що проходив у Мексиці, де зіграв 3 гри, але чилійці посіли останнє 6 місце на турнірі.
1957 року у складі збірної був учасником чергового чемпіонату Південної Америки в Перу (3 матчі) та переможцем Кубка Бернардо О'Хіггінса.
Згодом у складі збірної був учасником чемпіонату світу 1962 року у Чилі, на якому команда здобула бронзові нагороди, але на поле не виходив.
Загалом протягом кар'єри у національній команді, яка тривала 8 років, провів у її формі 13 матчів.
Помер 2 травня 2006 року на 71-му році життя.

## Титули і досягнення
- Чемпіон Чилі (3):

«Палестіно»: 1955
«Коло-Коло»: 1960, 1963
- Володар Кубка Чилі (1):

«Коло-Коло»: 1958
- Бронзовий призер чемпіонату світу: 1962